# Джозеф Діас
Джозеф Педроза Діас мол. (англ. Joseph Pedroza Diaz Jr.; нар. 23 листопада 1992, Саут-Ель-Монте, Каліфорнія, США) — американський професійний боксер]] мексиканського походження, чемпіон світу за версією IBF (2020—2021) в другій напівлегкій вазі.

## Любительська кар'єра
В 2010 і 2011 році Діас завойовував звання чемпіона США в напівлегкій вазі серед аматорів. Провів два боя в 2011 році за команду Los Angeles Matadors в серії WSB.
На чемпіонаті світу з боксу 2011 року Джозеф на попередніх етапах переміг сильних Ворапой Петчкума і Оскара Вальдеса, але в чвертьфіналі програв майбутньому чемпіону кубинцю Лазаро Альваресу. Тим не менше, за результатами чемпіонату Діас отримав олімпійську ліцензію.

### Виступ на Олімпіаді 2012
В першому поєдинку Діас переміг українця Павла Іщенко 19-9, але в другому зазнав поразки знов від Лазаро Альвареса 15-21.

## Професіональна кар'єра
Дебютував на професійному рингу 15 грудня 2012 року.
16 вересня 2017 року Діас здобув перемогу одностайним рішенням над раніше небитим мексиканцем Рафаелем Ріверою і став обов'язковим суперником для чемпіона WBC  в напівлегкій вазі Гері Расселла.
Маючи статус обов'язкового претендента, Джозеф провів один проміжний переможний бій проти мексиканського ветерана і екс-чемпіона світу в другій легшій вазі Віктора Террасаса, нокаутувавши його в третьому раунді.

### Бій з Гері Расселлом
19 травня 2018 року відбувся бій за звання чемпіона світу за версією WBC в напівлегкій вазі Джозеф Діас — Гері Расселл. Перемогу за очками здобув Расселл, який володів перевагою протягом усього бою. Діас зазнав першої поразки на професіональному рингу.

### Бій з Хесусом Рохасом
Відразу після поразки від Расселла Діас отримав шанс поборотися за титул "звичайного" чемпіона WBA, але, хоч він і переміг 11 серпня 2018 року пуерториканця Хесуса Рохаса, залишився без титулу, бо провалив зважування перед боєм. Після цього бою Джозеф перейшов до другої напівлегкої вагової категорії.
4 травня 2019 року Діас достроково переміг нікарагуанця Фредді Фонсеку і, завоювавши титул WBA Gold в другій напівлегкій вазі, став претендентом на титул WBA Regular, яким володів американець Ендрю Кансіо. Але зацікавленість в поєдинку з Діасом виявив чемпіон світу за версією IBF Тевін Фармер.

### Бій з Тевіном Фармером
30 січня 2020 року Джозеф Діас здобув перемогу одностайним рішенням суддів над співвітчизником Тевіном Фармером, відібравши в нього титул чемпіона світу за версією IBF.

### Бій з Шавкатджоном Рахімовим
13 лютого 2021 року Джозеф Діас зустрівся в бою з обов'язковим претендентом на титул чемпіона світу за версією IBF Шавкатджоном Рахімовим (Таджикистан). Титул чемпіона Діас втратив ще на офіційному зважуванні, перевищивши ліміт. Сам бій вийшов дуже рівним і завершився внічию — 115-113 (Діас) і 114-114 (двічі).

### Легка вага
Після бою з Рахімовим Джозеф планував ще залишатися у другій напівлегкій вазі, але у квітні стало відомо, що «тимчасовий» чемпіон світу за версією WBC у легкій вазі Раян Гарсія не зможе найближчим часом вийти у ринг, і Джозеф Діас повідомив, що готовий замінити його у запланованому на 9 липня 2021 року бою з домініканським ексчемпіоном WBA Regular Хав'єром Фортуною. Бій за звільнений Гарсією титул між Діасом і Фортуною був рівним у першій половині, але в другій американець виглядав краще і здобув перемогу одностайним рішенням суддів — 117-110, 116-111 і 115-112.
4 грудня 2021 року «тимчасовий» чемпіон WBC Джозеф Діас зустрівся в бою з чемпіоном світу WBC у легкій вазі співвітчизником Девіном Хейні. Чемпіон захистив свій титул, здобувши перемогу одностайним рішенням — 117-111 (двічі) і 116-112. Діас зазнав другої в кар'єрі поразки.
В наступних шести боях зазнав ще п'ять поразок.